# 胡仕新
胡仕新（英語：Shixin Jack Hu，1963年—），湖南常德人，美国华人科学家，毕业于天津大学和美国密西根大学机械工程专业。美国工程院院士、美国机械工程师协会会员。主要研究方向为汽车和驱动系统。

## 生平
1979年9月，胡仕新考入天津大学机械系，1983年7月获得学士学位，1984年12月获得硕士学位。1985年1月，胡仕新在美国密西根大学工学院机械工程专业学习，1986年5月获工学硕士学位，1990年9月获哲学博士学位，1991年8月留校进行博士后研究。
胡仕新1995年在密西根大学留校任教并担任助理教授，1998年晋升为副教授，2002年晋升为教授。胡仕新2002年至2006年担任密西根大学工学院制造业项目主任和跨学科专业工程执行主任。他参与了巴拉克·奥巴马总统的先进制造业伙伴关系计划，为奥巴马政府提供有关如何支持美国制造业的建议。2015年，他被任命为密西根大学科研副校长（Vice President for Research）。
2004年1月，胡仕新获得“国家杰出青年自然科学基金”。他也是天津大学机械学院“长江学者”特聘教授、“千人计划”学者。
2015年2月，胡仕新当选美国工程院院士。